# Recanoz
Recanoz ist eine französische Gemeinde im Département Jura in der Region Bourgogne-Franche-Comté. Sie gehört zum Arrondissement Lons-le-Saunier und zum Kanton Bletterans. 
Die Nachbargemeinden sind Bois-de-Gand im Norden, Vers-sous-Sellières im Osten, Mantry im Südosten, Lombard im Süden und Vincent-Froideville im Westen.

## Bevölkerungsentwicklung
| Jahr                       | 1962 | 1968 | 1975 | 1982 | 1990 | 1999 | 2008 | 2017 |
| -------------------------- | ---- | ---- | ---- | ---- | ---- | ---- | ---- | ---- |
| Einwohner                  | 70   | 68   | 62   | 46   | 52   | 52   | 69   | 90   |
| Quellen: Cassini und INSEE |      |      |      |      |      |      |      |      |